# Trithyris nysalis
Trithyris nysalis là một loài bướm đêm trong họ Crambidae.